# لين يانسن
لين يانسن (بالهولندية: Leen Jansen)‏ (3 أغسطس 1930 – 27 يناير 2014) هو ملاكم هولندي راحل، مثّل بلاده في الألعاب الأولمبية الصيفية 1952.

## روابط خارجية
لين يانسن على موقع بوكس ريك (الإنجليزية) (registration required)
- لين يانسن على موقع أوليمبيديا (الإنجليزية)